# Carlos Alberto Torres
Carlos Alberto "Capita" Torres, född 17 juli 1944 i Rio de Janeiro, död 25 oktober 2016 i samma stad, var en brasiliansk professionell fotbollsspelare.
Carlos Alberto var högerback och lagkapten i det brasilianska landslag som blev världsmästare i Mexiko 1970. På klubblagsnivå spelade han i Fluminense, Santos och New York Cosmos. Efter spelarkarriären var Carlos Alberto tränare i ett flertal klubbar och landslag. I juni 2005 fick han sparken som förbundskapten för Azerbajdzjans fotbollslandslag.